# Caroline de Mecklembourg-Strelitz
Pour les autres membres de la famille, voir Maison de Mecklembourg.
La duchesse Caroline Mariane de Mecklembourg-Strelitz (10 janvier 1821, Neustrelitz - 1er juin 1876, Neustrelitz), est une princesse allemande, princesse consort du Danemark à la suite de son mariage avec le futur roi Frédéric VII de Danemark.

## Biographie
Fille du grand-duc Georges de Mecklembourg-Strelitz et de la princesse Marie-Wilhelmine de Hesse-Cassel, elle épouse le prince Frédéric (futur roi du Danemark) le 10 juin 1841. Ils divorcent cinq ans plus tard, en 1846.